# كازيمير ماليفيتش
كازيمير ماليفيتش (بالبولندية: Kazimierz Malewicz) (بالروسية: Казимир Северинович Малевич) فنان روسي، (1879-1935) يعتبر مؤسس حركة السوبرماتزم، وأحد أعلام الفن التجريدي الهندسي، وأحد فناني البنائية الروسية.

## حياته المهنية
خلال الحرب الأهلية الروسية كانت مجموعة (UNOVIS) الفنية الروسية ضمن مدرسة البنائية الروسية قد تركزت حول ماليفيتش وإل ليسيتزكي اللذان صمما مشاريع متنوعة والتي قوت معا التجريد اللاموضوعي في حركة سوبرماتزم بأهداف منفعية أكثر.
أقام مع الفنان الروسي فلاديمير تاتلين أول معرض للفن المستقبلي الروسي في سانت بطرسبيرغ في 1915.

## أعماله
امتازت لوحات ماليفيتش بتشكيلاتها الهندسية فائقة البساطة، مربع أو مربعات، أو مستطيلات، أحيانا مع بعض الخطوط المنحنية، ذات ألوان أساسية قوية. كما يعتبر أحد رواد فن البورتريه في القرن التاسع عشر.
وكان ماليفيتش قد عبر عن هدفه المتمثل بالوصول بالرسم إلى أنقى مستوى له (a purely painterly work of art) بعيدا عن مبدأ المحاكاة التقليدي، نحو الفن اللاتشبيهي الخالص المجرد. من هنا تتبدى أهمية لوحته الشهيرة «المربع الأسود» التي يصل فيها إلى أبعد مراحل التجريد. 

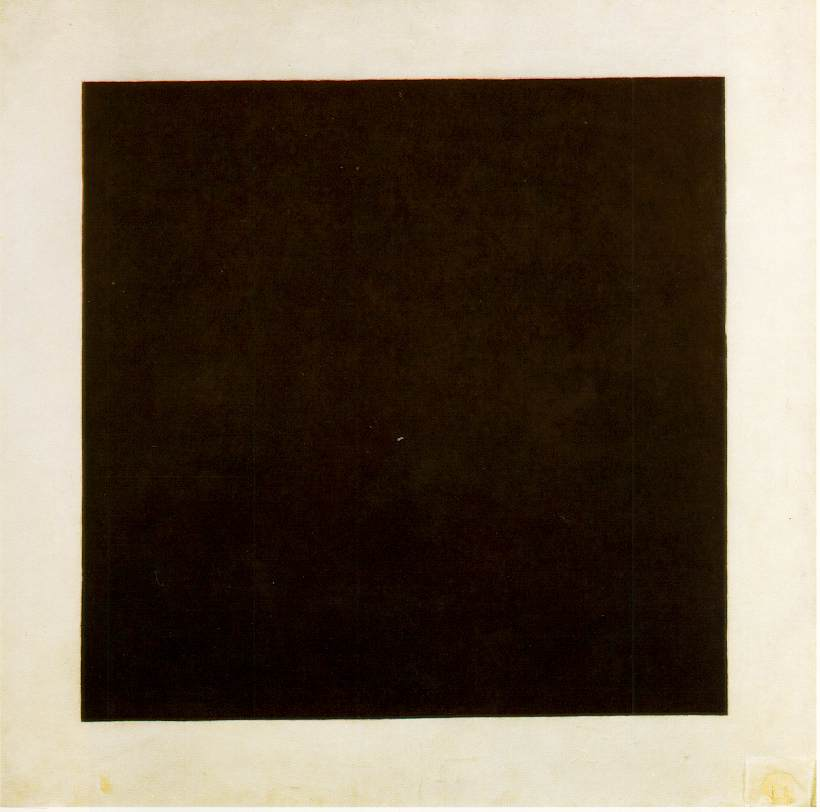
لوحة المربع الأسود لماليفيتش عام 1915

كذلك يمكن أن يلاحظ في أعماله التي يختفي التكوين تحتها ضبابية المناخ العام للعمل عن طريق اختفاء تقليل الحدة الفاصلة للتلوين المحيطة له هو أبلغ جمالية من غير ذلك بالعمل التجريبي في هذه الخصوص الذي لا يتحمل الفواصل الشديدة النزعة، ولكن في المدرسة التجريدية قد يستوجب ذلك التضاد كالحركة (الفوقية) مثلا، التي تخلق عملية (الجلاء والعتمة) أي سيادة الحس الخالص في الفنون التصويرية لدى ماليفيتش، لذلك فالفن التجريدي قد تطلبت منابعه طقوس والية في الاشتغال في تحقيق الأهداف، فهنالك بالمقابل، عكس التفوقية أعمال قريبة من الزخرفة التجريبة، مساحات وسطوح لونية متضادة، أو متداخلة خضعت أعمالهم إلى التجريد وتتشكل بطريقة تأدية التقنيات على سطح اللوحة من عجائن ومواد أخرى كي تخلق مساحات متباينة في الملمس تحقق الانسجام بعد التأمل والإعادة والانتظار من المصادفات العفوية وهذا الأمر يتطلب المراقبة الحاذقة لنتائج للعمل.

### أعمال مختارة
- 1912 Morning in the Country after Snowstorm
- 1912 The Woodcutter
- 1912-13 Reaper on Red Background
- 1914 The Aviator
- 1914 An Englishman in Moscow
- 1914 Soldier of the First Division
- 1915 Black Square and Red Square
- 1915 Red Square: Painterly Realism of a Peasant Woman in Two Dimensions
- 1915 Suprematist Composition
- 1915 Suprematism (1915)
- 1915 Suprematist Painting: Aeroplane Flying
- 1915 Suprematism: Self-Portrait in Two Dimensions
- 1915-16 Suprematist Painting (Ludwigshafen)
- 1916 Suprematist Painting (1916)
- 1916 Supremus No. 56
- 1916-17 Suprematism (1916-17)
- 1917 Suprematist Painting (1917)
- 1928-32 Complex Presentiment: Half-Figure in a Yellow Shirt
- 1932-34 Running Man

## وصلات خارجية
- كازيمير ماليفيتش على موقع الموسوعة البريطانية (الإنجليزية)
- كازيمير ماليفيتش على موقع ميوزك برينز (الإنجليزية)
- كازيمير ماليفيتش على موقع ميوزك برينز (الإنجليزية)
- كازيمير ماليفيتش على موقع إن إن دي بي (الإنجليزية)

- لوحات لكازيمير ماليفيتش
- كازيمير ماليفيتش - المربع الأسود نسخة محفوظة 8 أغسطس 2007 على موقع واي باك مشين.
- جونجنهايم: كازيمير ماليفيتش
- «المربع الأسود»
- «أبيض على أبيض»
- «ماليفيتش في فلم»
- 128 عمل لماليفيتش
- ماليفيتش في جاليري اولغا
- موقع كازيمير ماليفيتش